# Zygodon seriatus
Zygodon seriatus är en bladmossart som beskrevs av Thériot och Naveau in Malta 1926. Zygodon seriatus ingår i släktet ärgmossor, och familjen Orthotrichaceae. Inga underarter finns listade i Catalogue of Life.